# دان جولي
دان جولي هو سياسي أمريكي، ولد في 3 أبريل 1907 في Leahy ‏ في الولايات المتحدة، وتوفي في 11 سبتمبر 1990 في كونيل في الولايات المتحدة. نشط حزبياً في الحزب الديمقراطي. وقد انتخب عضو مجلس نواب واشنطن ‏.